# Scomparsa del Douglas DST-144 di Airborne Transport del 1948
La scomparsa di un aereo di linea Douglas DST, registrato NC16002, avvenne la notte del 28 dicembre 1948 verso la fine di un volo di linea da San Juan, Porto Rico, a Miami, Florida. L'aereo trasportava 29 passeggeri e tre membri dell'equipaggio. Nessuna causa probabile della perdita è stata determinata dalle indagini ufficiali e rimane irrisolta.

## Volo finale
Capitanato dal pilota Robert Linquist, assistito dal copilota Ernest Hill e dall'hostess Mary Burke, l'aereo ha concluso la sua tratta Miami-San Juan alle 19:40 EST del 27 dicembre. Linquist ha informato gli addetti alle riparazioni locali che una spia del carrello di atterraggio non funzionava e che le batterie dell'aereo erano scariche e con poca acqua. Non volendo ritardare di diverse ore il decollo previsto dell'aereo per Miami, Linquist ha detto che le batterie sarebbero state ricaricate dai generatori dell'aereo durante il viaggio.
Linquist ha rullato l'NC16002 fino alla fine della pista 27 per il decollo, ma si è fermato alla fine del piazzale a causa della mancanza di comunicazione radio bidirezionale. Sebbene fosse in grado di ricevere, Linquist riferì al capo dei trasporti portoricani, che era andato sull'aereo, che la radio non poteva trasmettere a causa delle batterie scariche. Dopo aver accettato di rimanere vicino a San Juan finché non fossero stati ricaricati abbastanza da consentire il contatto bidirezionale, NC16002 è finalmente decollato alle 22:03. Dopo aver girato intorno alla città per 11 minuti, Linquist ha ricevuto conferma dalla Civil Aeronautics Administration (CAA) a San Juan e ha detto alla torre che stavano procedendo verso Miami con un piano di volo precedente.
Il tempo era bello con alta visibilità, ma l'aereo non ha risposto alle successive chiamate da San Juan. Alle 23:23, il Centro di controllo del traffico delle rotte aeree straniere d'oltremare a Miami ha ascoltato una trasmissione di routine da NC16002, in cui Linquist ha riferito che erano a 8.300 piedi (2.500 m) e avevano come Estimated time of arrival le 04:03. Il suo messaggio collocava il volo a circa 700 miglia (1.100 km) da Miami. Le trasmissioni furono ascoltate sporadicamente per tutta la notte da Miami, ma erano tutte di routine.
Alle 04:13, Linquist riferì di essere a 50 miglia (80 km) a sud di Miami. La trasmissione non fu ascoltata a Miami ma fu monitorata a New Orleans, in Louisiana, a circa 600 miglia (970 km) di distanza, e fu trasmessa a Miami. Il rapporto di indagine sull'incidente pubblicato dal Civil Aeronautics Board (CAB) afferma che il pilota potrebbe aver riportato erroneamente la sua posizione. In questo momento l'aereo aveva carburante sufficiente solo per 1 ora e 20 minuti di volo rimasti.
Il tempo a Miami era sereno, ma il vento si era spostato da nord-ovest a nord-est. Il rapporto dell'indagine sull'incidente afferma che Miami ha trasmesso le informazioni sul cambiamento del vento, ma né Miami né New Orleans "sono state in grado di contattare il volo". Non è quindi noto se NC16002 abbia ricevuto l'informazione. Senza questa conoscenza, l'aereo avrebbe potuto andare alla deriva di 40-50 miglia (64-80 km) fuori rotta, il che ha ampliato l'area di ricerca per includere le colline di Cuba, le Everglades e persino le acque del Golfo del Messico.
Il 4 gennaio 1949, due corpi furono ritrovati a 80-90 chilometri (50-56 miglia) a sud di Guantánamo Bay, a Cuba. Non è noto se questo fosse collegato all'aereo scomparso. (Dato che l'ultimo messaggio del DC-3 scomparso è stato ascoltato non a Miami ma a New Orleans, se i corpi provenissero dall'aereo scomparso ciò potrebbe indicare che l'aereo scomparso è effettivamente precipitato da qualche parte nello Stretto della Florida, tra la Florida e Cuba.)
Da Linquist non si è saputo più nulla e l'aereo non è mai stato ritrovato. Negli anni successivi, i ricercatori sulle sparizioni inspiegabili hanno incluso il volo tra gli altri che si diceva fossero scomparsi in quello che venne chiamato il Triangolo delle Bermuda.
Un aereo simile al DC-3 è stato trovato da sommozzatori nel Triangolo delle Bermuda. È possibile che si tratti dell'aereo perduto, ma ciò non è stato verificato.

## Indagine
In un rapporto pubblicato il 15 luglio 1949, il consiglio che condusse l'indagine presentò diversi fattori sull'aereo:
- L'aereo fu originariamente costruito il 12 giugno 1936 e aveva un totale di 28.257 ore di volo prima dell'atterraggio a San Juan. Era stato ispezionato più volte nei due anni precedenti e certificato idoneo al volo.
- L'aereo ricevette una revisione parziale, inclusa la sostituzione di entrambi i motori, nel novembre 1948. Fu condotto un test in volo per giudicare i risultati della revisione, compreso il volo per il New Jersey e ritorno. Ancora una volta, l'aereo è stato certificato idoneo al volo.
- Il rapporto rilevava che, sebbene la portaerei, l'aereo e l'equipaggio fossero certificati, al momento del decollo l'aereo non soddisfaceva i requisiti del certificato operativo.
- I registri di manutenzione dell'azienda erano incompleti. In un caso, un subappaltatore che lavorava su un motore nell'ottobre del 1948 completò l'attività ma non conservò alcun documento che lo dimostrasse.

Per quanto riguarda l’errore umano, il rapporto cita diversi eventi:
- Il capitano Linquist disse a San Juan che le spie luminose del suo carrello di atterraggio non funzionavano. Ciò ha portato alla scoperta che le sue batterie erano a corto di acqua e carica elettrica. Mentre ordinava il rifornimento delle batterie con acqua, ordinava la reinstallazione delle batterie a bordo dell'aereo senza ricaricarle.
- L'aereo è partito con le batterie cariche solo quanto bastava per soddisfare la comunicazione radio bidirezionale con la torre, con l'intesa che un piano di volo in volo sarebbe stato archiviato prima di lasciare le vicinanze di San Juan. Ciò non è stato fatto e l'aereo ha proseguito la rotta per Miami. Nel rapporto è stato notato che il trasmettitore radio dell'aereo non funzionava correttamente a causa della batteria scarica.
- L'aereo ha lasciato San Juan con un peso del carico/passeggero di 54 kg (118 libbre) superiore al limite consentito.
- All'aereo è stato inviato un messaggio riguardante un cambiamento nella direzione del vento che avrebbe potuto essere abbastanza forte da spingere l'aereo fuori rotta. Non è noto se l'aereo abbia ricevuto il messaggio.
- L'impianto elettrico dell'aereo non funzionava normalmente prima della partenza da San Juan.
- L'aereo aveva carburante per 7+1⁄2 ore di volo; al momento dell'intercettazione dell'ultima trasmissione, il volo era durato 6 ore e 10 minuti dopo il decollo, e quindi "un errore nella localizzazione sarebbe critico".[2]

A causa della mancanza di rottami e di altre informazioni, non è stato possibile determinare la probabile causa della perdita dell'aereo.